# Чукча (кратер)
Чукча — ударный кратер на Земле, расположен на полуострове Таймыр, Красноярский край. Диаметр кратера составляет 6 километров. В рельефе выражен глубокой воронкой с крутым наклоном внутреннего склона вала, плоским днищем и центральной горкой около 1 километра в диаметре и высотой 30 метров. Образование кратера датируется поздним мелом или ранним палеогеном (75 ± 25 миллионов лет назад).